# Nek' se dijete zove kao ja / Noina arka
Nek' se dijete zove kao ja / Noina arka je drugi studijski singl hrvatskog pjevača Zlatana Stipišića Gibonnija koji je 1993. godine izdala producentska kuća Croatia Records. Izašao je na gramofonskoj ploči. Autor tekstova i skladatelj je Gibonni. Skladbe su aranžirali Gibonni i Remi Kazinoti. Singl je producirao Tomislav Mrduljaš.

## Popis pjesama
1. Nek' se dijete zove kao ja
2. Noina arka